# Große Feste der Festung Zegrze

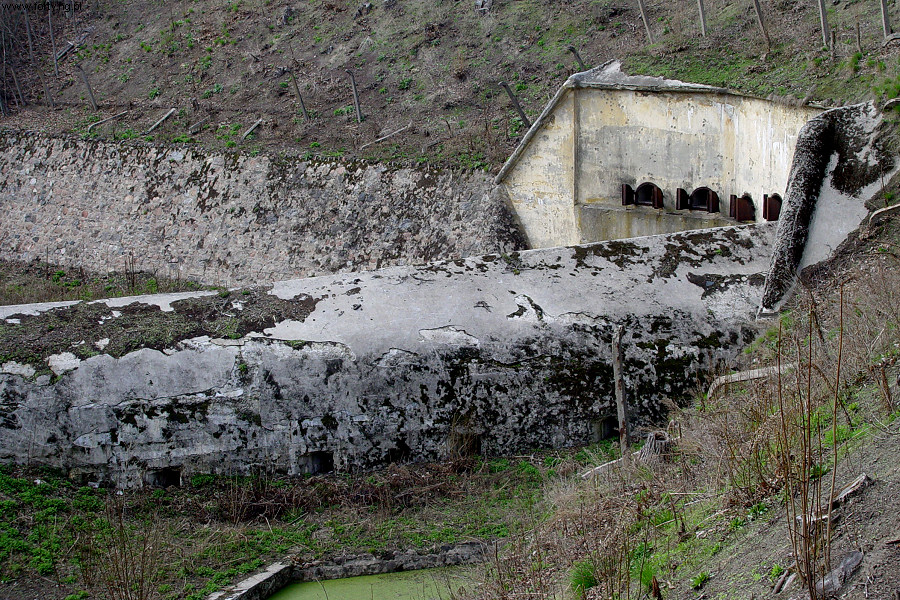
Poterne und Grabenstreiche der Feste

Die Große Feste (rot) mit der Verbindung zur Kleinen Feste

Die Große Feste der Festung Zegrze (poln. Umocnienie Duże Twierdzy Zegrze) ist eine von zwei Festen bei Zegrze – am nördlichen Ufer des ehemals hier fließenden Narew, heute Teil des Zegrze-Stausees. Die Feste wurde von 1892 bis 1895 von der russischen Besatzungsmacht als Teil des Festung Großraum Warschau errichtet und sicherte – zusammen mit der verbundenen Kleinen Feste im Osten – den Großraum nach Norden. Die noch vor dem Ersten Weltkrieg modernisierte Anlage gehörte zu den innovativsten Festen im Russischen Reich. Sie ist zwar überwachsen, aber bis heute gut erhalten. Unterstellte Anschlussforts waren die deutlich kleineren Anlagen in Dębe (im Westen) und Beniaminów (im Südosten).

## Geschichte
Bereits zu Beginn der 1880er Jahre war der Bau von zwei traditionellen Ziegelforts in Zegrze geplant. Aus finanziellen Gründen konnte das Projekt nicht realisiert werden. Erst 1892 wurde mit dem Bau einer starken Festung am Nordufer des Narwe begonnen. Zunächst wurde die Große Feste (auch West-Feste genannt) errichtet, danach die Kleine (Ost-)Feste. Anschließend entstanden zwei Kasernenanlagen (eine zwischen den Festen, eine auf der anderen Flussseite) und diverse Munitionslager. Der vormalige Radziwiłł-Palast wurde in die Anlagen integriert und zu einer Sommerresidenz des Kommandanten der Warschauer Großraumfestung ausgebaut. Schließlich wurden zwei den Narew querende Brücken errichtet, deren eine die Gleise der hier zu militärischen Zwecken verwendeten Schmalspurbahn trug. 1895 waren die Bauarbeiten an der Feste abgeschlossen. Nach Fertigstellung wurde sie auch als Feste “Ordon” bezeichnet.
Um 1907 wurde die Anlage modernisiert und ausgebaut. Zusätzliche Unterstände und Munitionslager wurden errichtet. Zu dem Zeitpunkt gehörte sie zu den modernsten Befestigungsanlagen, die je von russischen Ingenieuren gebaut wurden. In die Architektur der Anlage flossen viele Erkenntnisse aus dem Bergfestungsbau ein.
Während des Ersten Weltkriegs wurde die Feste auf Verteidigungskämpfe eingestellt. Nachdem am 6. August 1915 deutsche Truppen mit dem Beschuss begannen, verließen die russischen Einheiten jedoch in der Nacht die Anlage und zerstörten beim Rückzug die beiden Brücken.
Am 28. November 1918 wurde der polnische Oberst der Artillerie, Olgierd Pożerski zum Festungs- und in Personalunion zum Garnisonskommandanten ernannt. In der Zwischenkriegszeit war polnisches Militär in der Feste stationiert. Hier wurde eine Ausbildungsstätte für Offiziere der Feldpost und Fernmeldetruppe (Obóz Wyszkolenia Oficerów Wojsk Łączności) eingerichtet. Zu Beginn der 1930er Jahre erfolgte die Umbenennung in Centrum Wyszkolenia Łączności. Auch nach dem Zweiten Weltkrieg wurde die Anlage von den Fernmeldern zu Ausbildungszwecken genutzt; erst im Jahr 2002 gab das polnische Militär sie auf.
Die polnische Nationalbank (NBP) erwarb die Feste im Jahr 2002, um hier ein IT- und Verrechnungszentrum zu errichten. Die neue Nutzung sollte zu einer mit dem vorgesehenen Umbau einhergehenden Zerstörung von wesentlichen Teilen der Anlage führen. Eine im Jahr 2005 vorgenommene Ausschreibung zum Umbau der Feste führte zu keinem Ergebnis, da die günstigsten Angebote rund dreimal über den von der NBP erwarteten Baukosten iHv 170 Millionen Złoty lagen. Die Pläne zur Umnutzung der Feste wurden daraufhin fallengelassen. Der vorgesehene Abriss der Anlage ist zunächst gestoppt, die bisherigen Schäden sind überschaubar. Am 3. November 2009 kündigte die NBP an, die Feste mit einer Preisvorstellung von 28 Millionen Złoty zum Verkauf auszuschreiben.

## Struktur
Die Feste hat eine Dimension von rund 400 × 800 Meter, die Hauptkampfrichtung richtet sich nach Norden/Nordwesten. Heute führt die kurvige Straße 61 entlang der Ostseite der Feste. Die Anlage ist von einem trockenen Graben mit einer rund 6 Meter hohen, steilen Böschung umgeben. Auf den Wällen in Feindrichtung befanden sich Stellungen für Kanonenbatterien und Infanterieeinheiten. Unter gewölbten Betondecken und mehreren Metern Erdwerk befinden sich fünf große, deckenbelüftete, mehrräumige Kasematten, die untereinander mit einer Schmalspurbahn verbunden waren. Reste dieser Bahnstrecke finden sich als Böschung heute noch.
Zugang zur Feste boten drei Tore. Zwei Einlässe befinden sich an der ostwärtigen Schulter (Straße 61). Ein Tor steht an der dem See zugewandten Westflanke und diente der Durchfahrt der hier über die Brücke verkehrenden Schmalspurbahn. Alle Einfahrten wurden durch Kaponnieren gesichert. In der Nordspitze des Grabens befindet sich eine zweigeschossige Grabenstreiche in der Kontereskarpe, die über eine rund 100 Meter lange Poterne erreichbar ist.

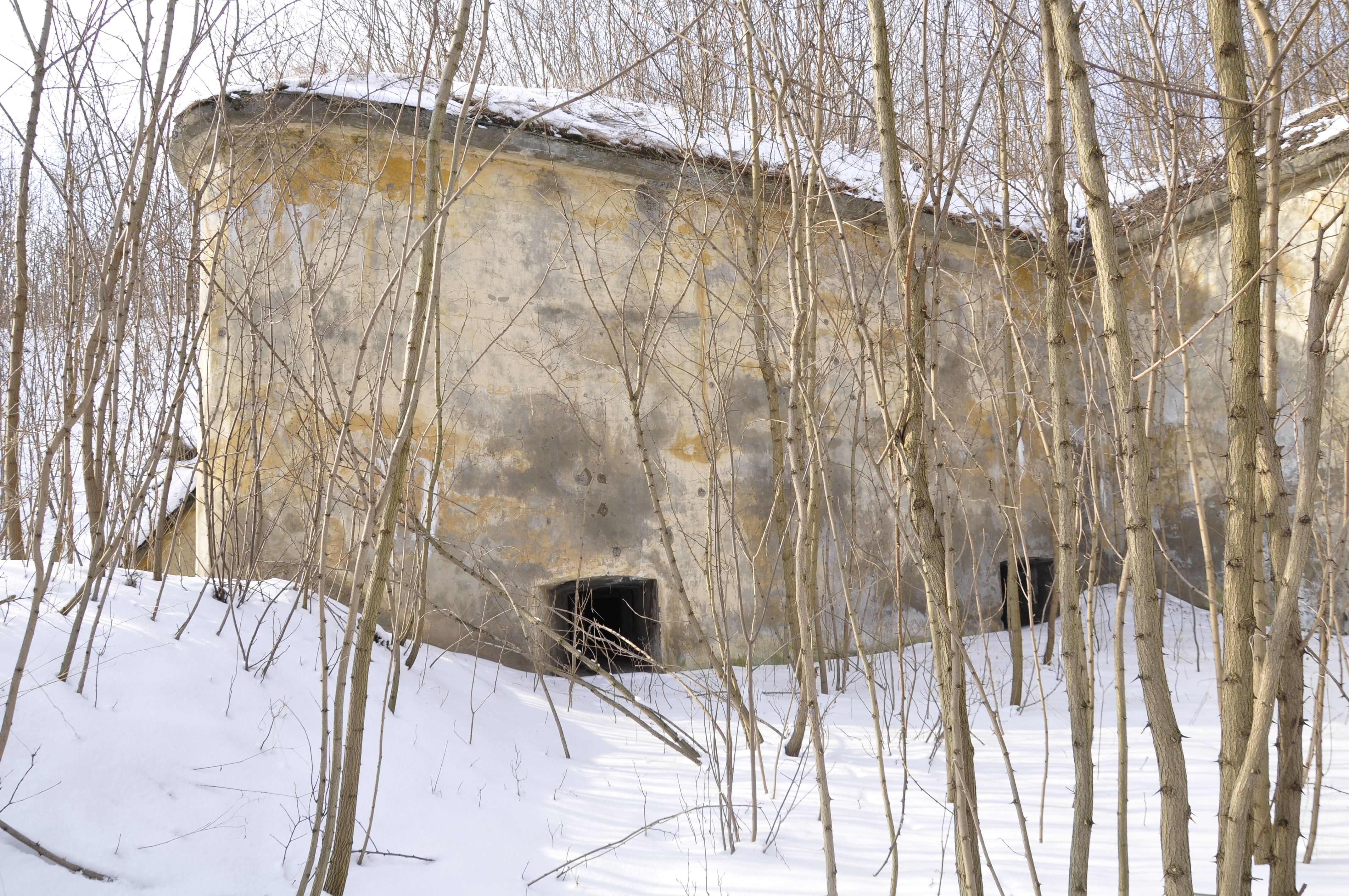
Traditor an der Nordostspitze der Festung
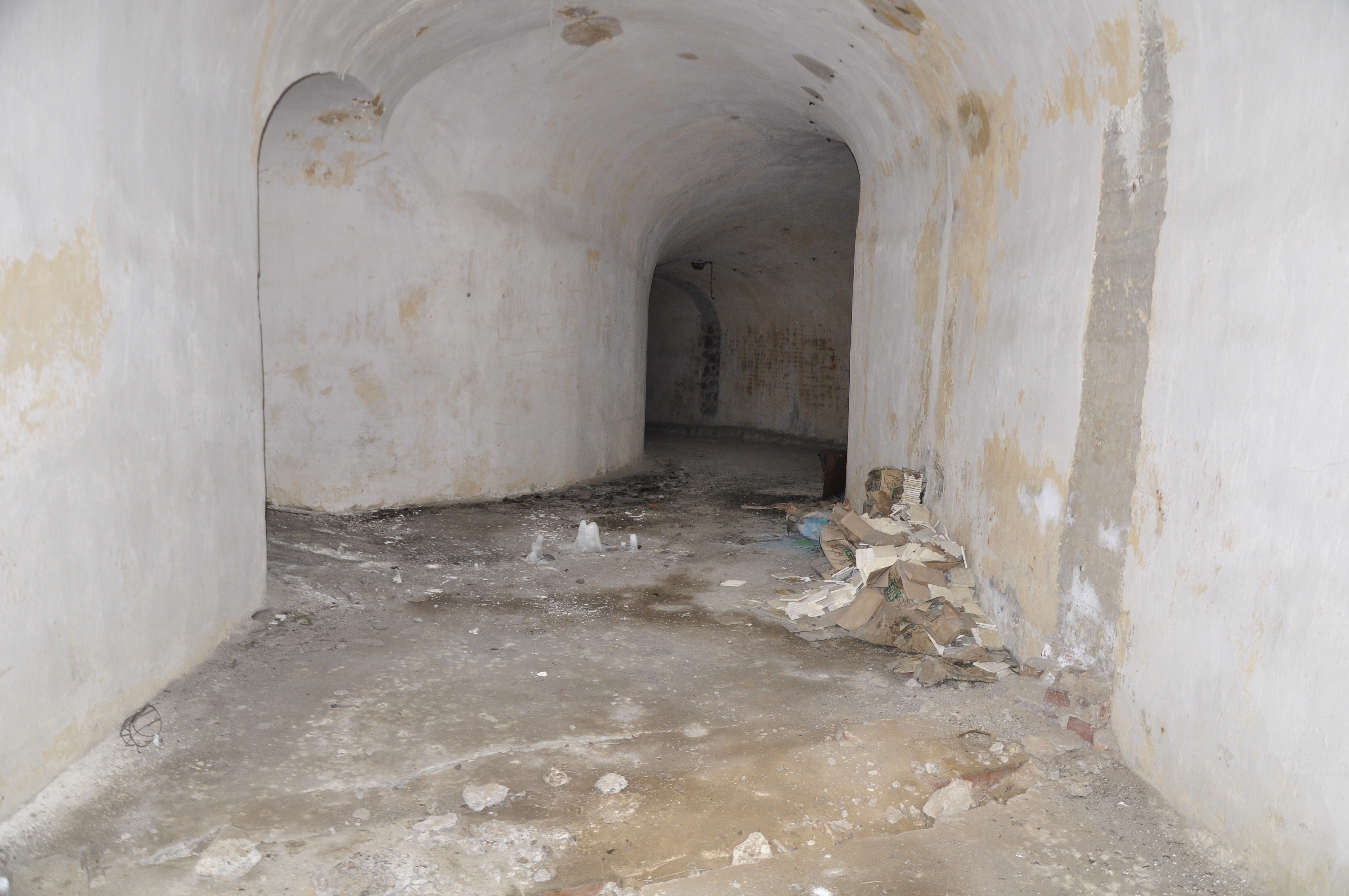
Innenbereich im Nordosttraditor
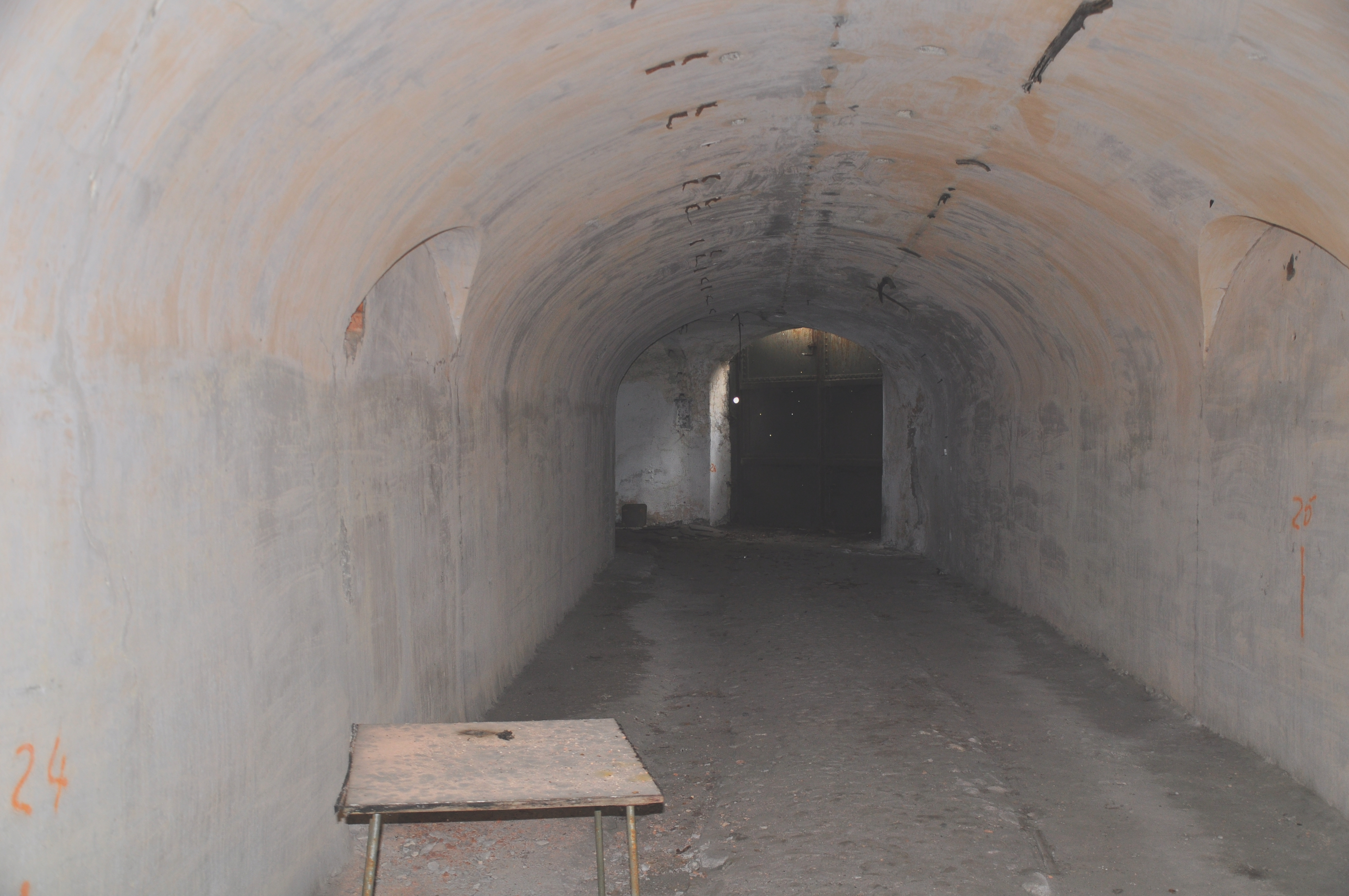
Einfahrt der Schmalspurbahn in den Innenbereich
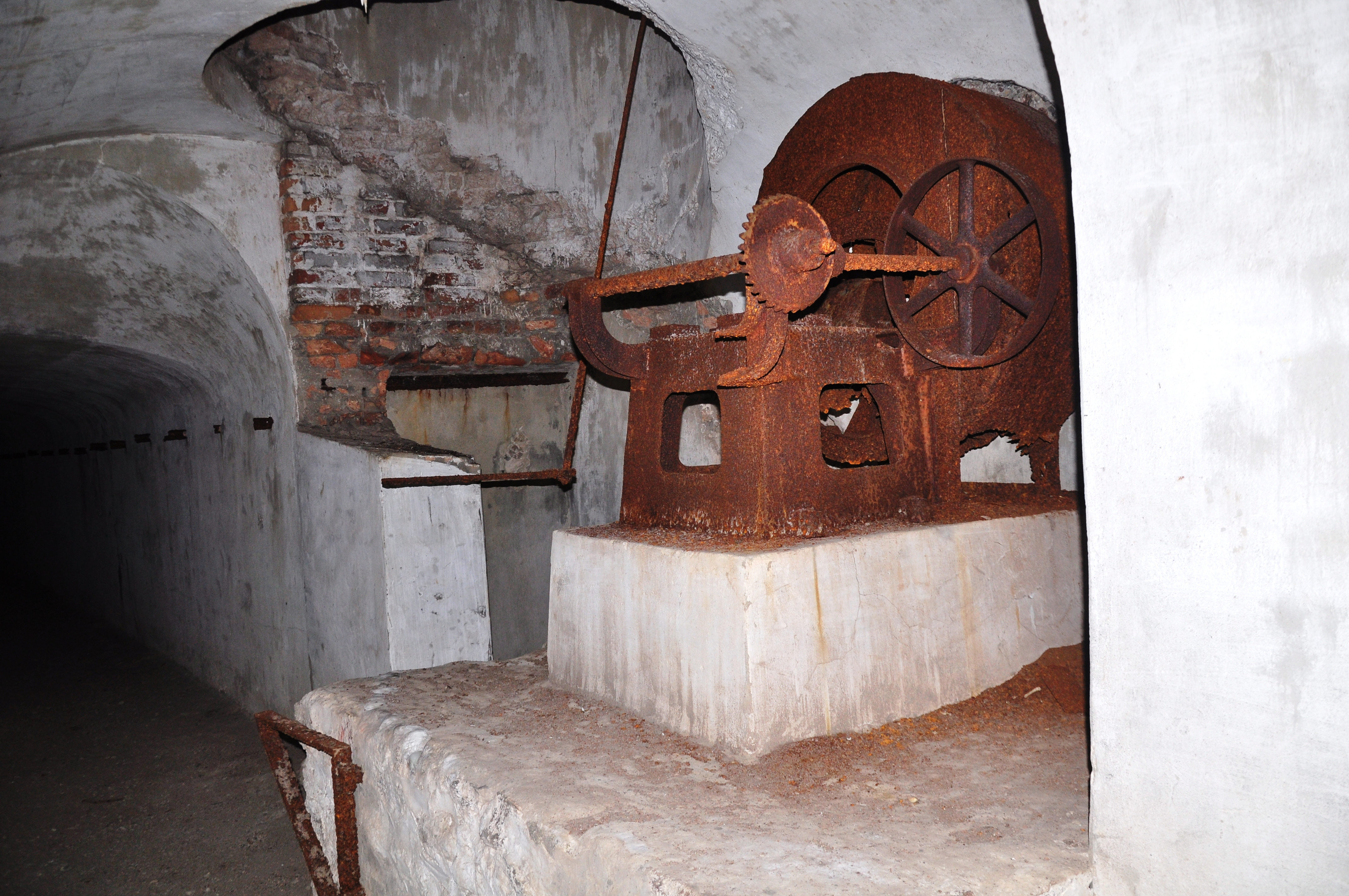
Innenbereich des ca. 100 Meter langen Zuganges zur Grabenstreiche
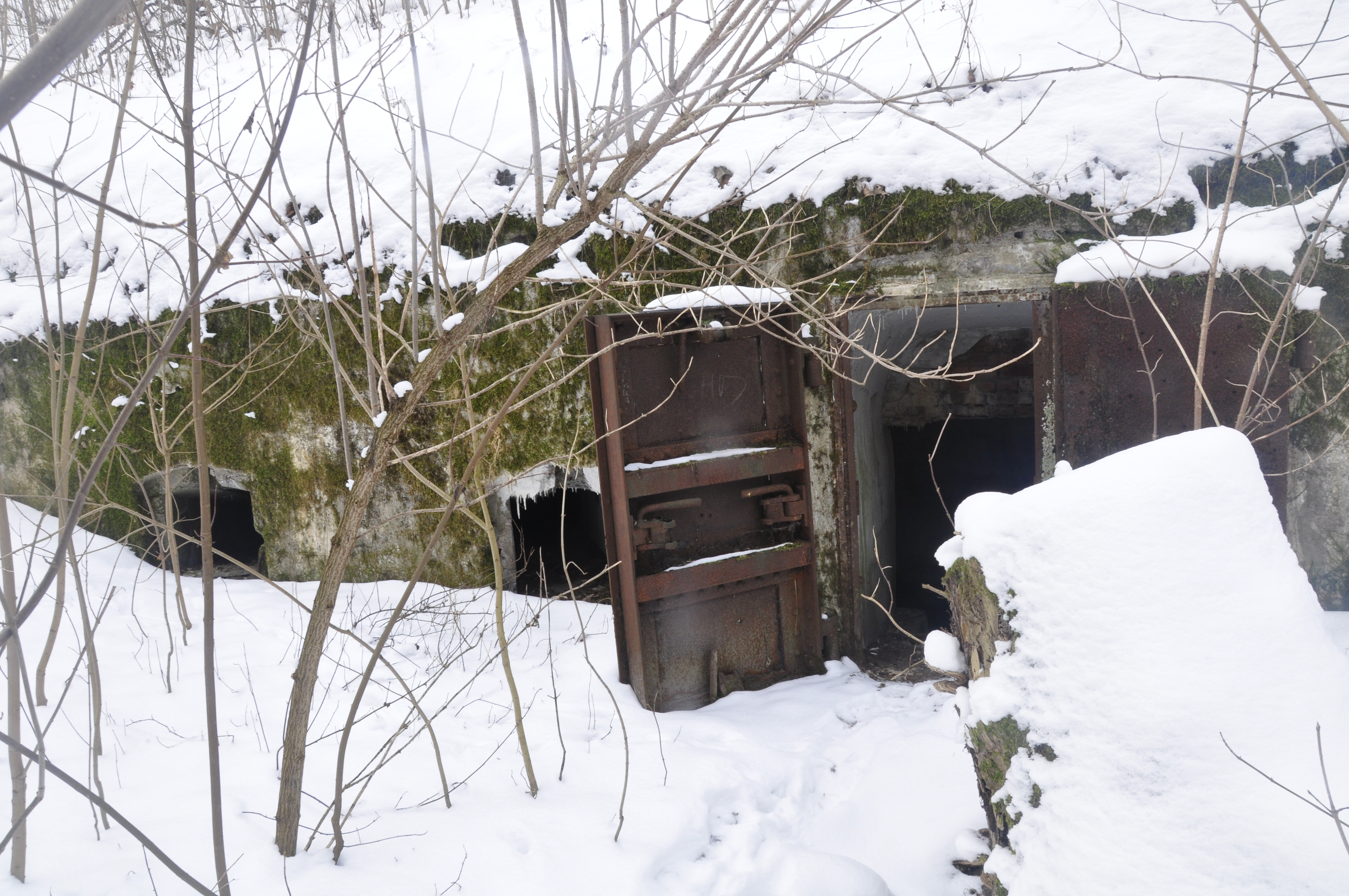
Mittlerer, gedeckter Eingang zur Poterne
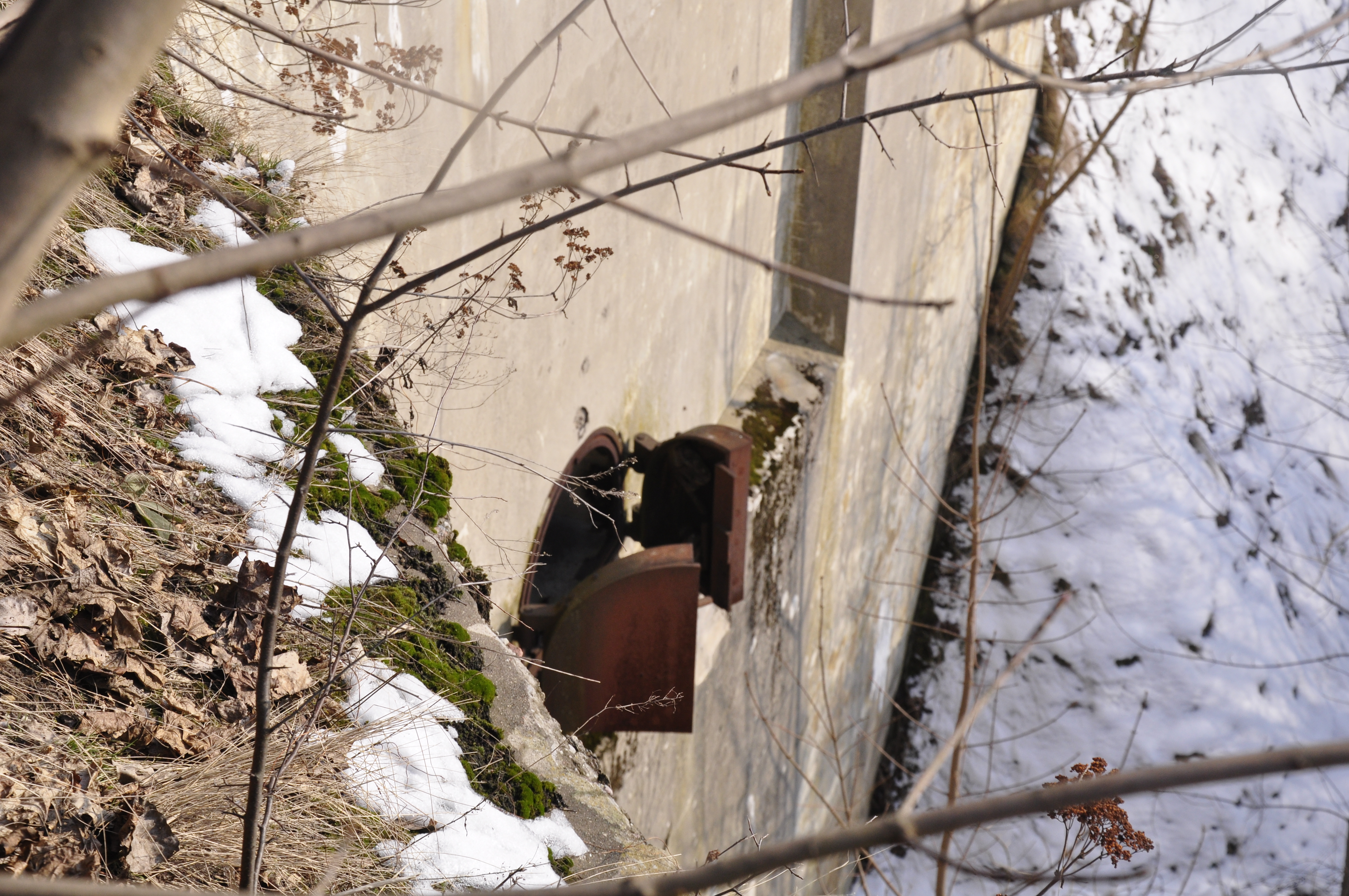
Die Kontra-Kaponniere im Norden